# باريس تورز 1939
باريس تورز 1939 هو سباق دراجات هوائية، وهو الموسم رقم 34 من باريس تورز، وأقيم في 1939.
فاز بالمركز الأول فرانس بوندول، وبالمركز الثاني Lucien Storme ‏، وبالمركز الثالث Theo Pirmez ‏.

## الفائزون
| الترتيب | الفائز         |
| ------- | -------------- |
| الفائز  | فرانس بوندول   |
| الثاني  | Lucien Storme ‏ |
| الثالث  | Theo Pirmez ‏   |